# سیارک ۱۰۹۷۳
سیارک ۱۰۹۷۳ (به انگلیسی: 10973 Thomasreiter، نامگذاری:1210T-2) ده هزار و نهصد و هفتاد و سومین سیارک کشف شده‌است که در ۲۹ سپتامبر ۱۹۷۳ کشف شد.
قدر مطلق سیارک برابر ۲۰.۴ است.